# Click and collect
Le click and collect, retrait en magasin, cliqué-retiré, service cliquer et ramasser, clique et rapplique, ramassage en magasin ou drive piéton (déclinaison du drive avec voiture), est un service permettant aux consommateurs de commander en ligne pour ensuite retirer leur article dans un magasin de proximité. La particularité du retrait en magasin est de permettre la réservation d’un produit qui se trouve en stock dans le magasin. Ceci implique que le magasin puisse indiquer en temps réel l'état de ses stocks.

## Terminologie
Le click and collect, (France, Belgique) aussi appelé retrait en magasin ou cliqué-retiré, en France et au Canada, et service cliquer et ramasser ou ramassage en magasin au Canada,, est un service permettant aux consommateurs de commander en ligne pour ensuite retirer leur article dans un magasin de proximité.

## Historique
Dans les années 2000, de premières entreprises lancent des services de click and collect, qui portent des intitulés divers et connaissent plusieurs variantes : drive par exemple quand le retrait des achats se fait par automobile, etc. Dans les métiers de la restauration rapide (pizzéria, burgers, sandwicheries, saladeries, bagels, etc.), le click and collect introduit la possibilité de minimiser les queues d'attente aux heures de pointe. Initialement réservé aux grandes enseignes, le retrait en magasin commence à être utilisé par des indépendants, et s'étend aussi avec le déploiement de nouvelles plateformes commerciales, y compris dans le domaine de la mode ou d'autres activités.
En 2008 et dans les années 2010, des études mettant en lumière l’ampleur du phénomène de préparation d’achat sur internet,. Des directions d'entreprises commerciales prennent  conscience du phénomène et envisagent de déployer ce type de préparation des achats sur internet et de retrait en magasin. L'approche est alors vue comme une façon de concilier les réseaux de magasins et internet (les entreprises concernées sont quelquefois qualifiées de  bricks and clicks), mais aussi de trouver des solutions pour les périodes de forte consommation.
Depuis 2020 et la crise de la Covid-19, à la suite des confinements successifs et des fermetures de certains commerces dits « non essentiels », des solutions sont développées pour que les commerces de proximité proposent du click and collect, et des aides des États ou des collectivités locales sont quelquefois mises en place. Il s'agit de maintenir ainsi une partie de l'activité de différents commerces locaux : entreprises de restauration, boutiques d'habillement, librairies, et autres. Près de la moitié des libraires utilisent ainsi en France, courant 2020 ce mode de distribution, lors de la deuxième période de confinement. Certains commerçants ont recours à une variante du click and collect plus artisanale : les clients téléphonent ou envoient un message sur les réseaux sociaux pour réserver un produit et fixer un rendez-vous à la porte de la boutique. Ces réponses aux contraintes de confinement et de fermetures de commerces s'inscrivent dans une évolution qui était amorcée et qui peut s'avérer durable,,. Des bibliothèques s'intéressent également à cette approche.

## Fonctionnement
Depuis le site de la marque ou de l’enseigne, sur une page produit, l’internaute clique sur un bouton intitulé par exemple « Réserver gratuitement en magasin ». Une fenêtre apparaît et présente les produits en stocks et les lieux de retrait. L’internaute peut réserver un produit pour le retirer ensuite, en général dans un délai généralement court. La version plus artisanale du click and collect avec prise de commande par téléphone ou mail offre moins d'information sur les produits, ne gèrent pas le paiement qui ne peut se faire qu'au retrait et est plus délicate en cas d'indisponibilité,,,.

## Avantages et inconvénients

### Avantages
Les principaux avantages pour le consommateur sont le gain de temps et l’économie réalisée sur les frais de port. Pouvoir toucher/essayer le produit ainsi que le paiement en magasin sont également des motivations à l’utilisation du retrait en magasin.
Le fait de pouvoir réserver, depuis le site de la marque ou de l’enseigne, un article qui se trouve dans une boutique de proximité est vécu par les consommateurs comme un service pratique, participant au confort d’achat.

### Inconvénients
Côté utilisateur, il n'y a pas d'inconvénients majeurs. Néanmoins cela supprime le contact entre les clients, le conseil de proximité, le plaisir de choisir ses achats avec ses sens.
La menace des nouveaux métiers du XXIe siècle ainsi que la crise de la Covid-19 accélèrent le processus.
En revanche, pour les distributeurs cela implique une réorganisation dans la gestion des stocks et dans l'organisation du magasin.

## Enjeux pour les revendeurs
Le retrait en magasin fait partie des approches commerciales cross canal, plus particulièrement du repérage en ligne (Store Locator, Product Locator, Multicast). Il répond aux nouveaux comportements d’achat des consommateurs qui préparent leurs achats en ligne avant de les concrétiser en point de vente physique.
Le retrait en magasin établit un pont entre le numérique et le physique. Il permet de mesurer la part d’internautes qui achètent en magasin. On parle de vente en magasin influencée par internet. Les annonceurs peuvent ainsi estimer partiellement le retour sur investissement de leurs campagnes numériques sur le réseau de distribution physique.